# Éclairagisme

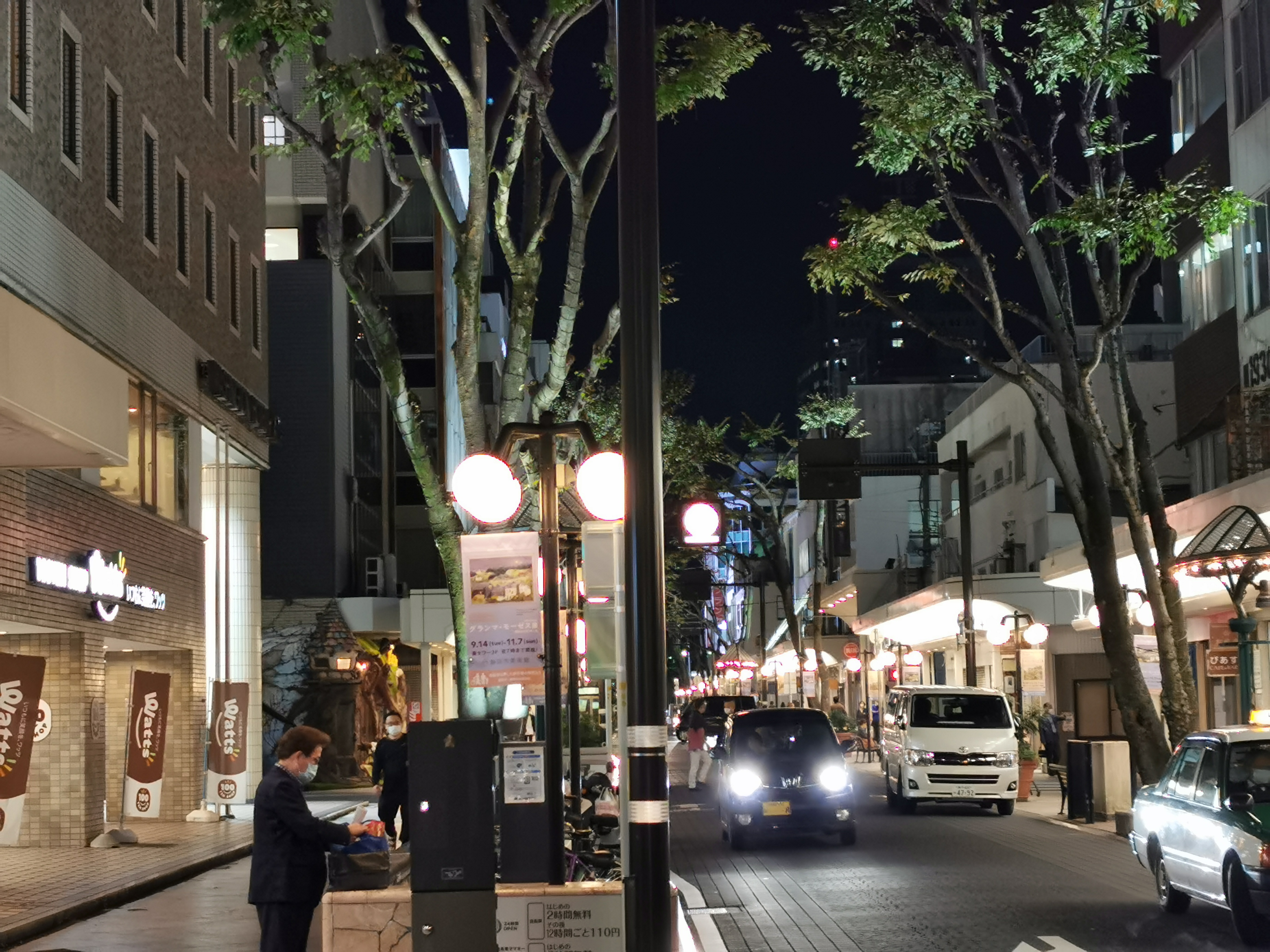
Éclairage d'une rue de Toshigi au Japon, vue en 2021

 (février 2022).
La mise en forme du texte ne suit pas les recommandations de Wikipédia : il faut le « wikifier ».
Les points d'amélioration suivants sont les cas les plus fréquents. Le détail des points à revoir est peut-être précisé sur la page de discussion.
- Les titres sont pré-formatés par le logiciel. Ils ne sont ni en capitales, ni en gras.
- Le texte ne doit pas être écrit en capitales (les noms de famille non plus), ni en gras, ni en italique, ni en « petit »…
- Le gras n'est utilisé que pour surligner le titre de l'article dans l'introduction, une seule fois.
- L'italique est rarement utilisé : mots en langue étrangère, titres d'œuvres, noms de bateaux, etc.
- Les citations ne sont pas en italique mais en corps de texte normal. Elles sont entourées par des guillemets français : « et ».
- Les listes à puces sont à éviter, des paragraphes rédigés étant largement préférés. Les tableaux sont à réserver à la présentation de données structurées (résultats, etc.).
- Les appels de note de bas de page (petits chiffres en exposant, introduits par l'outil «  Source ») sont à placer entre la fin de phrase et le point final[comme ça].
- Les liens internes (vers d'autres articles de Wikipédia) sont à choisir avec parcimonie. Créez des liens vers des articles approfondissant le sujet. Les termes génériques sans rapport avec le sujet sont à éviter, ainsi que les répétitions de liens vers un même terme.
- Les liens externes sont à placer uniquement dans une section « Liens externes », à la fin de l'article. Ces liens sont à choisir avec parcimonie suivant les règles définies. Si un lien sert de source à l'article, son insertion dans le texte est à faire par les notes de bas de page.
- La présentation des références doit suivre les conventions bibliographiques. Il est recommandé d'utiliser les modèles {{Ouvrage}}, {{Chapitre}}, {{Article}}, {{Lien web}} et/ou {{Bibliographie}}. Le mode d'édition visuel peut mettre en forme automatiquement les références.
- Insérer une infobox (cadre d'informations à droite) n'est pas obligatoire pour parachever la mise en page.

Pour une aide détaillée, merci de consulter Aide:Wikification.
Si vous pensez que ces points ont été résolus, vous pouvez retirer ce bandeau et améliorer la mise en forme d'un autre article.
L'éclairagisme est la pratique des techniques d'utilisation de la lumière naturelle et artificielle principalement dans les édifices bâtis (auxquels s'ajoutent les paquebots), ainsi que la réalisation de l'éclairage des vitrines et espaces commerciaux, et de l'éclairement des lieux de vie urbains.
L'éclairagiste est, depuis la banalisation de l'électricité, celui qui calcule l'éclairement et met en place les luminaires.

## Définition

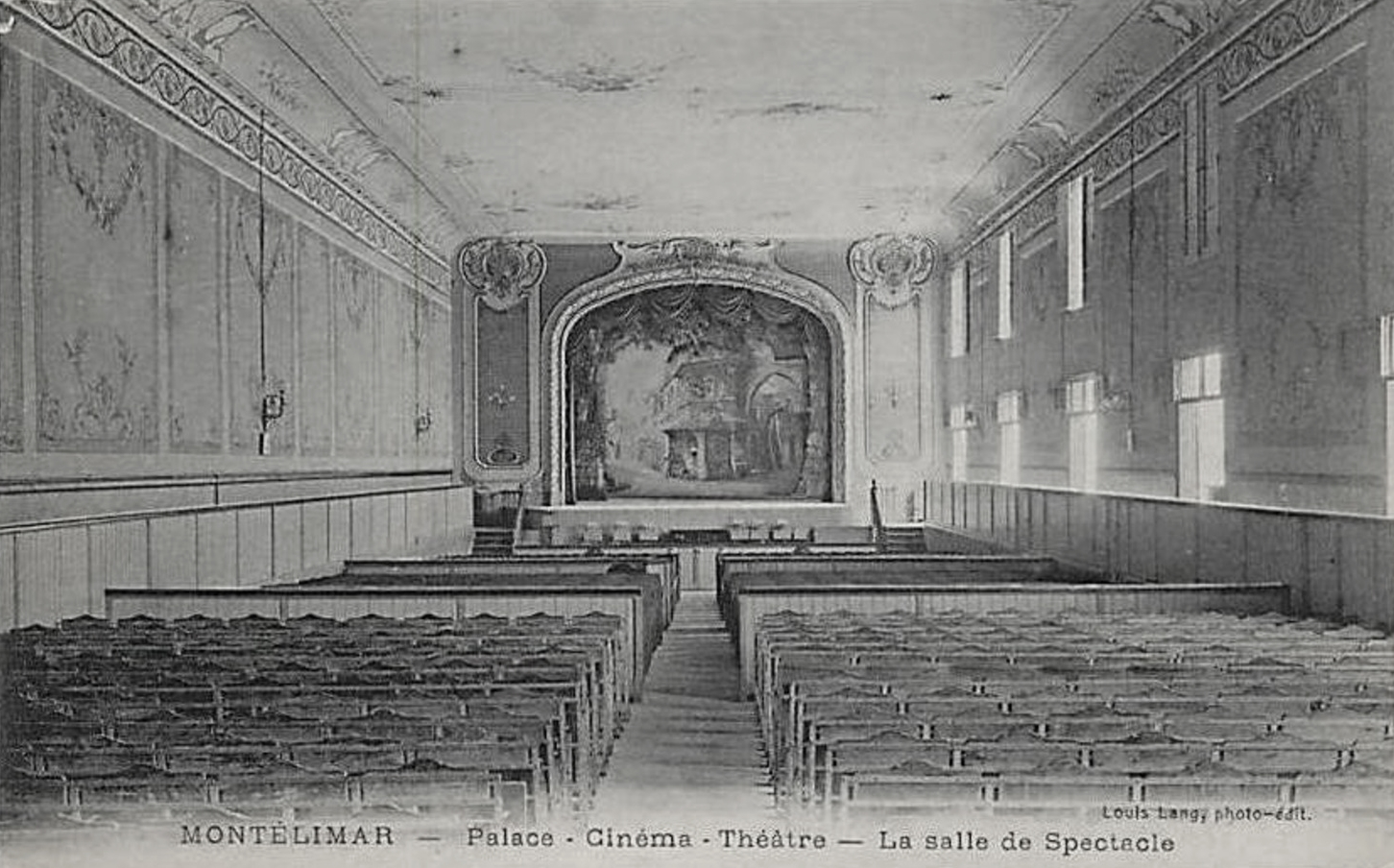
Cinéma Palace à Montélimar 1920.

L'ingénieur R. Rouleau écrivait en 1937, dans la revue Le cinéopse, « L'éclairagisme est l'art de l'éclairage basé sur le calcul et la construction géométrique, les résultats de ces opérations techniques étant appliqués en tenant compte de l'esthétique du local à éclairer. »

## Histoire

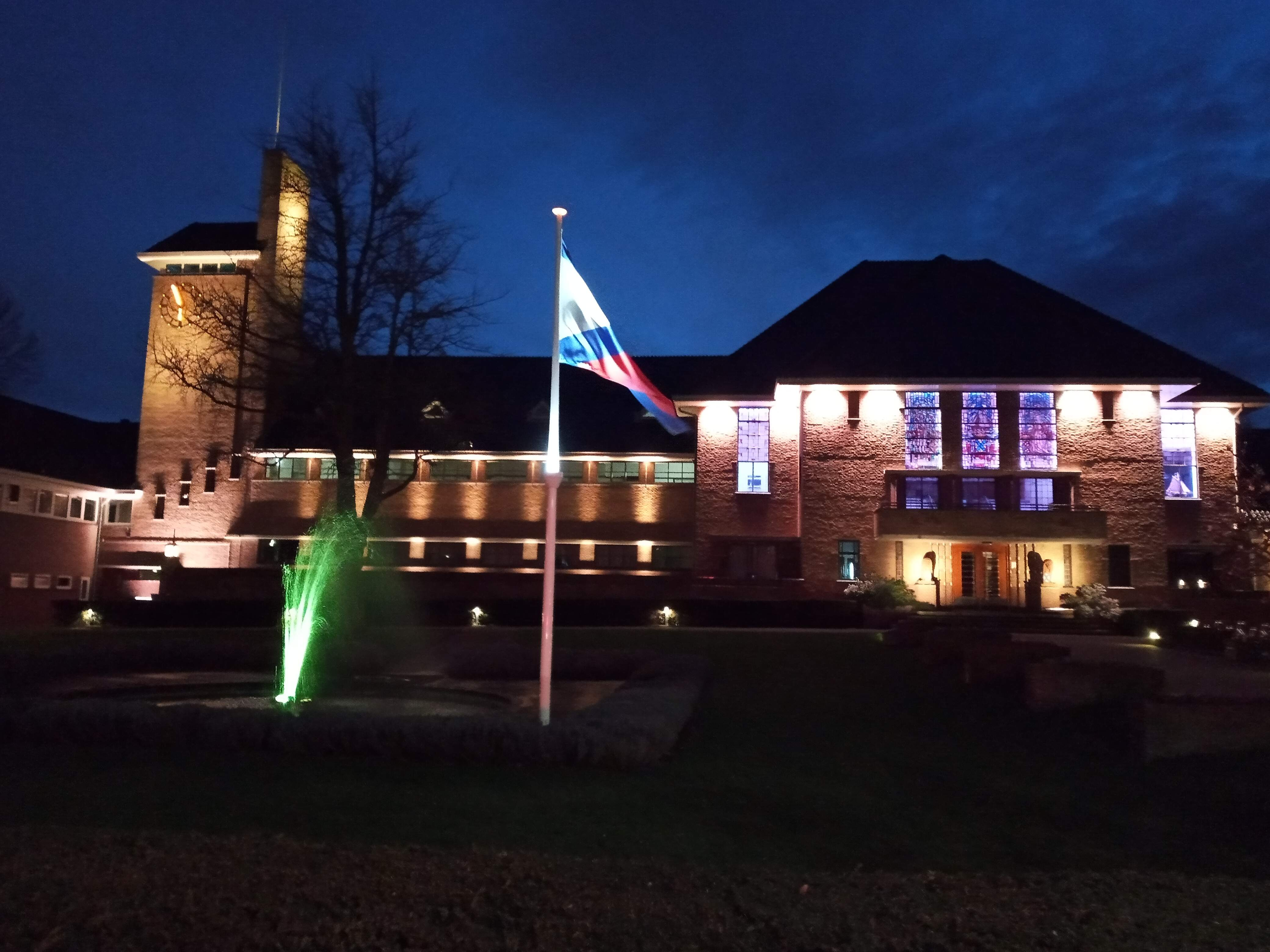
Bâtiment de mairie illuminé, Katwijk (Hollande-Méridionale), 2020.

Dans l'histoire de l'architecture, l'éclairement est un souci permanent de l'effet donné par la perception visuelle. 
Pour  l'édifice le « donné à voir » est fait aussi bien depuis l'extérieur par les façades qu'en intérieur avec par exemple les salles en trompe l'œil architectural ainsi que leur trompe l'œil par la décoration. Pour l'ameublement, ses statues, ses représentations picturales, ses meubles, l'exposition au regard aboutit à un éclairement pour l'intimité ou pour le spectacle. 
De même la nuit il est fait usage de l'éclairement artificiel qui s'est finalement popularisé. Dans l'histoire de l'homme en société après le feu de joie rituel, (voir le feu d'artifice chinois puis occidental), en architecture européenne on conçut le pot à feu un objet qui n'éclaire pas mais rappelle qu'on utilisait le feu pour avoir de la lumière jusqu'au Siècle des Lumières : motif architectural uniquement occidental, uniquement ostentatoire venant de la culture religieuse. 
Le XIXe siècle est une époque charnière car l'invention de la stéarine de suif permet le remplacement de la cire d'abeille pour l'éclairage à la bougie pour son accès à tous, et se répand l'usage de la lampe à pétrole qui remplace la chandelle. De même vient le « gaz à tous les étages » après que soit constitués les éclairages des rues. Au XXe siècle la « fée électricité » permet l'éclairage nocturne moderne. Tous les décors, tous les ameublements historiques symboliques sont restés avec la permanence esthétique établie des chandeliers de cristal pendus au plafond, des bougeoirs sur la table de chevet et cela fit que certaines ampoules électriques ont une forme de flamme. 
Dans l'« opération psychologique complexe par laquelle l'esprit, en organisant les données sensorielles, se forme une représentation des objets extérieurs et prend connaissance du réel  », les cathédrales, le Château de Versailles, la tour Eiffel (dans Paris, ville lumière) puis le Hollywood Boulevard sont les plus typiques exemples. L'éclairage dont on veut disposer pour mettre en valeur en est la conséquence aussi bien pour l'extérieur que pour les intérieurs.
En France, en urbanisme, l'éclairage public est autant un enjeu économique qu'un des aspects de la sécurisation des villes. Celle-ci date de la fin du XVIIIe siècle en Occident.
L'éclairage électrique spectaculaire est réalisé à partir de l'invention de la lampe à arc en 1810 par Humphry Davy à l'aide de piles de Volta par obtention d'un arc électrique.
Après l'éclairage électrique intérieur pour le quotidien, en dehors des Expositions universelles postérieures à 1878
, dès 1916 aux États-Unis, en Angleterre, en Allemagne, au Japon se crée l'enseignement de l'éclairagisme. Il est prodigué initialement en France par des cours diplômants de l'École supérieure d'électricité (Supélec) à Malakoff, qui a une spécialité en optique. Son directeur, Paul Janet, « est un collaborateur de Lux et cette revue publie le programme de cette formation, encourageant ses lecteurs à y participer. En 1927, l’École des travaux publics inaugure un cours du soir qui permet d’obtenir un certificat d’études spécialisé en éclairage. Les architectes Auguste Perret, René Herbst, Robert Mallet-Stevens font partie du collectif de la revue Lux la revue de l'éclairage, créée en 1930 (rédacteur en chef Joseph Wetzel) . L'éclairagisme est enseigné à cette époque dans d'autres pays industriels ressentant une nécessité de calculer les éléments d'architecture (plafonds, etc.) apporteurs de la lumière artificielle, laquelle peut être suffisamment intense. L'histoire de l'électricité est aussi l'histoire du danger d'électrocution, de l'incendie ; les éléments éclairants doivent donc être ventilés, par exemple, ainsi qu'être servis par une installation électrique adaptée et sûre.  
En France d'après-guerre, l'éclairagisme est enseigné dans les écoles d'architecture, « au moins les rudiments » pour au moins comprendre les caractéristiques des éléments proposés par les fabricants afin d'en spécifier (ils sont validés par les bureaux d'études du bâtiment) puis les choisir.
La construction de bâtiments et d'aménagement de magasins en 1920 est faite par des artisans et des architectes avant les ingénieurs dans les bureaux d'études. Cette construction présente des risques de mise en défaut du réseau électrique par défaillance des isolants de fils électriques faits à base de gomme-exsudat (et non de matière plastique). Ceux-ci par la condensation de l'humidité dans les isolants thermiques mal ajustés des murs de façade par rapport au planchers et cloisons (porteurs des fils électriques)  pouvait faire des étincelles à leurs raccords et incendier. C'est pourquoi l' « éclairagisme » est une expression utilisée à ce moment avec l' « éclairagiste » concernant le « savoir-faire » pour sans danger constituer, par l'électricité, un éclairage qui devait être entre autres ventilé et fournir une lumière douce répartie dans les espaces de travail ou puissante dans les phares maritimes par exemple.
Les sources d'éclairage sont devenues plus diverses et variées et les moyens de moduler le flux lumineux sont passés du contacteur ohmique au variateur. Le synchroniseur, par contact jusque dans les années 1970, est devenu le synchroniseur électronique (à informatique allouée) programmable et intégré au luminaire.